# Solenostoma hyalinum
Solenostoma hyalinum är en bladmossart som först beskrevs av Charles Lyell, och fick sitt nu gällande namn av William Mitten. Solenostoma hyalinum ingår i släktet Solenostoma och familjen Solenostomataceae. Inga underarter finns listade i Catalogue of Life.